# スタプラ!
『スタプラ!』(star plus one)は、位置ゲーのシステムを利用したスター育成ゲーム。東映アニメーションとコロプラの業務提携によって展開されているオリジナルコンテンツである。タイトルロゴなどでは、『スタ+プラ!』と表記されることもある。

## 概要
2012年5月より本サービスを開始した。コロプラのモバイルプラットフォーム上で稼働する。キャラクターの作画等を東映アニメーションが制作し、ゲーム開発はSeedCが担当する。
プレイヤーは星華学院の芸能コースに通う女子生徒のマネージャーとなり、一緒にスターを目指すことになる。本作ではスター候補の女の子とプレイヤーのことをバディ（相棒）と呼ぶ。ゲームに参加しているプレイヤー同士で挨拶を交わしたり、アイテムの交換や、バディ同士をオーディションで対決させるといったソーシャルゲーム要素を含んでいる。
2014年2月28日にコロプラでの位置ゲームはサービス終了となり、これをもってファーストステージは終了した。今後は「セカンドステージと題して新たな展開を行う」と発表されたが、セカンドステージの具体的な内容等はまだ発表されていない。

## スタッフ
- 企画：鈴木篤志、長谷部潤（コロプラ）
- プロデューサー：森山義秀、渡辺亨、本川耕平、会田雄一郎、宮本昌治・川尻昇平（コロプラ）
- 監督：中尾幸彦
- キャラクターデザイン・総作画監督：川村敏江
- 作画監督：篁馨
- 美術監督：渡部葉
- 色彩設計・色指定：小日置知子
- 制作協力：徳間ジャパンコミュニケーションズ、学研パブリッシング、フロンティアワークス
- ゲーム開発：SeedC
- 制作：スタプラ!プロジェクト（東映アニメーション、コロプラ）

## 登場キャラクター
※担当声優は、プロモーションアニメ・キャラクターソングCD・ボイス付き衣装のもの。

### 星華学院芸能部 team.エトワール
サービス開始初期から登場しているメンバーでありプレイヤーが育成することになるバディ。
真白エリス（ましろ えりす）
声 - 山本彩乃
年齢 - 16歳。身長 - 155cm。体重 - 40kg。スリーサイズ - B78/W52/78。
誕生日 - 4月15日。血液型 - O型。イメージカラー - ピンク。
ピンク髪。頭の後ろで髪を結っている。明るく前向きな性格で、食べることが趣味。
海鴎琴寝（うみかもめ ことね）
声 - 井口裕香
年齢 - 15歳。身長 - 138cm。体重 - 38kg。スリーサイズ - B64/W48/61。
誕生日 - 5月1日。血液型 - A型。イメージカラー - サファイアブルー。
青髪のツインテール。見た目の可愛らしさとは裏腹に計算高く、自分のファンを下僕と呼ぶ。漫画が趣味。
柏木ノエミ（かしわぎ のえみ）
声 - 斉藤佑圭
年齢 - 17歳。身長 - 163cm。体重 - 45kg。スリーサイズ - B83/W56/84。
誕生日 - 10月27日。血液型 - A型。イメージカラー - レモンイエロー。
金髪で、前髪パッツンのストレートロングヘアー。口数が少なく、自分の感情をあまり表に出そうとしない。高い歌唱能力を秘めている。時代劇が趣味。

### 星華学院芸能部 team.アルタイル
2012年9月10日から実施のイベントでteam.エトワールのライバルチームとして登場。9月28日より、スターモードでバディとして育成可能となった。10月31日より、エピソードモードも追加された。
篠之森真夜（しのもり まや）
声 - 本多真梨子
年齢 - 17歳。身長 - 149cm。体重 - 46kg。スリーサイズ - B78/W55/H78。
誕生日 - 9月9日。血液型 - B型。イメージカラー - パープル。
黒髪のロングヘアー。人見知りが激しく、リア充を憎む。ゲームが趣味。
叶ゆりあ（かのう ゆりあ）
声 - 三上枝織
年齢 - 22歳。身長 - 162cm。体重 - 47kg。スリーサイズ - B89/W56/H88。
誕生日 - 7月7日。血液型 - O型。イメージカラー - オレンジ。
赤みがかかった金髪のロングヘアー。お嬢様育ちで浮世離れした言動の持ち主。
坂田凛々子（さかた りりこ）
声 - 松井桃子
年齢 - 18歳。身長 - 157cm。体重 - 43kg。スリーサイズ - B84/W54/H82。
誕生日 - 6月11日。血液型 - AB型。イメージカラー - グリーン。
赤毛のショートヘア。明るくおおらかな性格。お喋り好き。

### 星華学院芸能部 team.スピカ
主人公をライバル視する上保光貴によって結成されたユニット。ファルセットは初期から登場していたが、卯月花音と織部あやねは2012年12月12日から始まったエピソードモードの期間限定クリスマスイベントで初登場となった。
2013年7月2日より、スターモードでバディとして育成可能となり、同時にエピソードモードも追加された。
卯月花音（うづき かのん）
声 - 高橋未奈美
年齢 - 13歳。身長 - 155cm。体重 - 42kg。スリーサイズ - B81/W53/H78。
誕生日 - 3月20日。血液型 - A型。イメージカラー - スカイブルー。
紺色でツーサイドアップの髪型。他の芸能学校から、星華学院の特待コースへ編入してきた。
織部あやね（おりべ あやね）
声 - 大久保瑠美
年齢 - 17歳。身長 - 172cm。体重 - 51kg。スリーサイズ - B84/W54/H85。
誕生日 - 8月10日。血液型 - B型。イメージカラー - イエロー。
金髪のセミロングで、赤いリボンを付けている。優れた能力を持った特待生であり、取り巻きも多いが、家庭環境や実生活はあまり知られていない。
ファルセットver.1.0
声 - 荒浪和沙
身長 - 165cm。体重 - 86kg。スリーサイズ - B86/W55/H84。
誕生日 - 12月24日。血液型 - 不明。イメージカラー - ホワイト。
緑色のロングヘアーで薔薇の髪飾りをしている。光貴のバディであり、女性型アンドロイド。物語初期からスター候補生達のライバルとして登場していたが、新たに結成されたteam.スピカへ加入した。

### その他の人物
春野十萌（はるの ともえ）
声 - 江里夏
年齢 - 20歳。身長 - 155cm。体重 - 45kg。
誕生日 - 11月17日。血液型 - A型。イメージカラー - ブラウン。
星華学院の事務員見習いの女性。ゲーム本編ではプレイヤーのナビゲートを担当する。
上保光貴（うわぼ こうき）
プレイヤーのライバルとして登場する男。高圧的な態度で挑発してくる。当初ゲーム内では黒いシルエットで表現されていたが、2013年6月28日より固有のビジュアルが用意された。

## ゲームシステム

### ゲームの流れ
まずパートナーとなるキャラクターを9人いる内の中から1人選ぶ。以降パートナーとなった女の子は「バディ」と呼ばれる。後からバディを変更することも可能であり、一度別れても元に戻せる。別れたバディのステータスは別れた時の状態を保持したままなので、複数のバディを同時進行で育成することも可能。バディの交代にはロケパワーを2ポイント消費する。
選んだバディをスターモードとエピソードモードで育成し、ガチャなどで手に入る衣装をバディに着せてオーディションに挑む。オーディションでバディが上位に入賞すればアイテムを入手。バディの育成と衣装を集めながら、さらに高ランクのオーディションに参加しランキングの上位を目指していくこととなる。

### ロケパワー
ロケパワーはレッスンの他、エピソードモードで練習場所を増やしたり、遠い地域のオーディションに参加するなど、ゲーム内で何か行動をする度に消費する。沢山貯めればゲームをスムーズに進められる。
ロケパワーの主な貯め方としてはGPSを使って自分の現在地を位置登録することで貯められる。1km移動につき1ポイントのロケパワーとなる。ロケパワーは位置登録以外に、フレンド登録した他のプレイヤーに挨拶したり、スタプラ!に招待する事で貯められるほか、課金でも貯められる。

### スターバッジ
ゲーム内通貨のような存在。オーディション上位入賞で貰えるほか、ログインボーナスなどでも手に入る。スターバッジを消費してガチャを実施する。

### 衣装
本作の衣装にはバディのステータスを増減させる効果がある。また、バディには衣装の好みがあり、好きな衣装を渡せば効率よく育成出来る。衣装はガチャのほか、イベントなどでも手に入る。また、フレンド登録したプレイヤー同士でトレードが出来る。
特殊衣装
衣装の中には、ステータス画面やオーディション画面でバディのグラフィックが変化したり、声優によるボイスが再生される特殊なものがある。尚、ボイス再生はスマートフォンのみに対応。

### スターモード
メイン画面から「レッスン」を選択するとこのモードになる。レッスンコマンドを使用してステータスのコンディション値を向上させる。コンディションとは、基礎ステータスに上乗せできる値であり、オーディションで入賞するために高める必要がある。
ステータスのパラメータには数値が表示されているものとして「歌」、「声」、「演」、「魅」、「話」の6種類がある。また、この6種類以外にも「やる気」や「ストレス」といった隠しパラメータがある。「やる気」が高いとオーディションで有利になるが、一定数「やる気」が低かったり「ストレス」が溜まるとコンディションが下がって行く。「やる気」や「ストレス」の状態はバディの表情や台詞で読み取れるほか、春野十萌がアドバイスしてくれる。
このモードでバディに衣装を渡すとコンディションの増減に大きく影響を与える。
レッスンを重ねることで絆レベルと呼ばれるポイントが溜まって行き、一定数溜まってレベルアップすると、コンディションの上限値が上がり、苦手な衣装を恥ずかしがりにくくなるといった効果がある。
レッスンコマンドは下記9種類。実施すると各パラメータの増加に加え、「やる気」や「ストレス」が増減する。レッスン内容によって必要となるロケパワーと効果が異なる。
- 普通にレッスン
- 丁寧なレッスン
- 甘やかす
- 超甘やかす
- 励ます
- 親身励まし
- スパルタ
- 熱血スパルタ
- 衣装に合わせる

「普通にレッスン」をするだけではバディの「ストレス」が溜まるので、バディの状態に応じてレッスン内容を変える必要がある。

### エピソードモード
複数いるバディの個別シナリオが遊べるモード。2013年7月2日現在のところ、team.エトワールの3人に対して2本ずつ、team.アルタイルの3人に対して1本ずつ、team.スピカの3人に対して1本ずつ、合計12本のシナリオが用意されている。
シナリオの進行にそってレッスンを積み重ねたり、発生するイベントに応じてバディのステータスが増減する。最終的にシナリオ展開やバディのステータスに応じてエンディングが分岐する。エピソードモードは途中で中断ができ、スターモードの育成と同時に進められる。また、何度でもやり直しが出来る。エピソードモードとスターモードではバディのステータスはそれぞれ独立しているが、最後にシナリオをクリアする際、エピソードモードのステータスをスターモードに反映させる事が出来る。うまくシナリオを進めればバディの基本ステータスを大きく向上させられる。
絆レベルはスターモードとエピソードモードで共通なので、スターモードで絆レベルを上げておけば初期ステータスが高い状態でエピソードを始められる。また、持っている衣装とロケパワーもスターモードと共通している。
通常エピソード
標準で用意されており、いつでも自由に遊べるもの。
出会い編
team.エトワール、team.アルタイル、team.スピカのメンバーで合計9人分のシナリオが用意されている。全30ターン。
臨海学校編
team.エトワールのメンバーのみで合計3人分のシナリオが用意されている。全20ターン。
期間限定エピソード
通常エピソードとは別に、配信される期間が限定されたもの。クリア時に特定の条件を満たせば特別アイテムが手に入ったり、バディのステータスをスターモードに反映できない等、通常とは異なる仕様となっている。
クリスマス編
配信期間：2012年12月12日～12月26日。
独立したシナリオではなく、「出会い編」にクリスマスイベントが追加されたもの。
バレンタイン編
配信期間：2013年1月25日～2月18日。
team.エトワールとteam.アルタイルのメンバーで合計6人分のシナリオが用意されている。team.スピカのメンバーはライバルとして登場。全15ターン。
team結成編
配信期間：2013年3月22日～4月19日。
team.エトワールとteam.アルタイルのメンバーで合計6人分のシナリオが用意されている。team.スピカのメンバーはライバルとして登場。全17ターン。
アニマルお祭り編
配信期間：2013年9月17日～10月21日。
独立したシナリオではなく、「出会い編」にお祭りイベントが追加されたもの。

### ガチャ
ガチャによってゲーム内でバディに渡す衣装やロケパワーを手に入れられる。ガチャにはスターバッジを消費して実施出来る無料ガチャのほか、課金することで実施出来る有料ガチャがある。有料ガチャの方がレアな衣装が出やすい。

### オーディション
オーディションは全国各地で開催されているゲーム内イベントで、他のプレイヤーも参加している。参加するにはオーディション開始時間前にバディへ着せる衣装を選んでからオーディション登録が必要となる。登録時にはオーディションの審査員が好む衣装を着せれば審査が有利になる。
最終的にバディのコンディション状態と着ている衣装によって入賞が決まり、入賞すればスターバッジとランキングポイントを入手。また、オーディションによっては衣装が手に入ることもある。様々なオーディションに勝ち抜けばランクアップし、より上位のオーディションに参加出来る様になる。
ランキングポイントはマネージャーごとのポイントなので、 バディを途中で変更しても引き継がれる。

## CD
感じてマイ☆ソング
2012年6月27日発売。
team.エトワールの3人で歌う「感じてマイ☆ソング（Original Version）」、「Precious Days（Original Version）」に加え、メンバーが1人で歌うソロバージョンとカラオケがそれぞれ収録されている。各CD6曲入り。
ゲーム内で使用出来る衣装が手に入るシリアルコードが付属。
「感じてマイ☆ソング」がWEBラジオ『星華学院放送部』のオープニングテーマとして採用されている。
「Precious Days」がWEBラジオ『星華学院放送部』のエンディングテーマとして第1回から第25回配信分まで採用されていた。
感じてマイ☆ソング（エリスver.）
品番TKCA-73774。各CD共通の4曲に加え、真白エリス（山本彩乃）が歌うソロバージョンを収録。
感じてマイ☆ソング（琴寝ver.）
品番TKCA-73775。各CD共通の4曲に加え、海鴎琴寝（井口裕香）が歌うソロバージョンを収録。
感じてマイ☆ソング（ノエミver.）
品番TKCA-73776。各CD共通の4曲に加え、柏木ノエミ（斉藤佑圭）が歌うソロバージョンを収録。
さみだれて・・・www
2012年8月8日発売。品番TKCA-73794。
海鴎琴寝（井口裕香）がソロで歌うスピンオフ企画。「さみだれて・・・www」、「お久しぶりね」に加え、アレンジ版のclub mixバージョンとカラオケがそれぞれ収録された6曲入り。
ゲーム内で使用出来るアイテムが手に入るシリアルコードが付いている。
脳内ONLY
2012年11月21日発売。
team.アルタイルの3人で歌う「脳内ONLY（Original Version）」、「うさみみ・の・そらみみ（Original Version）」に加え、メンバーが1人で歌うソロバージョンとカラオケの合計6曲とミニドラマ1本を各CDに収録。ミニドラマのストーリーは各CD毎に異なる。
ドラマパート脚本 - 本川耕平、ドラマパート演出 - 中尾幸彦
ゲーム内で使用出来る衣装が手に入るシリアルコードが付属。
「脳内ONLY」が『アニメTV』の2012年11月度エンディングテーマとして採用された。
脳内ONLY〜真夜ver.〜
品番TKCA-73825。各CD共通の4曲に加え、篠之森真夜（本多真梨子）が歌うソロバージョンと、ドラマ『プロミス・オブ・マギア 〜秘められし誓約〜』を収録。
ドラマパート出演 - 篠之森真夜（本多真梨子）、叶ゆりあ（三上枝織）、坂田凛々子（松井桃子）、真白エリス（山本彩乃）、春野十萌（江里夏）
脳内ONLY〜ゆりあver.〜
品番TKCA-73826。各CD共通の4曲に加え、叶ゆりあ（三上枝織）が歌うソロバージョンと、ドラマ『妹さまのほっぺにChu♪』を収録。
ドラマパート出演 - 篠之森真夜（本多真梨子）、叶ゆりあ（三上枝織）、坂田凛々子（松井桃子）、柏木ノエミ（斉藤佑圭）、春野十萌（江里夏）、女子生徒（多谷結衣）
脳内ONLY〜凛々子ver.〜
品番TKCA-73827。各CD共通の4曲に加え、坂田凛々子（松井桃子）が歌うソロバージョンと、ドラマ『琴寝と凛々子の主従なカンケイ』を収録。
ドラマパート出演 - 篠之森真夜（本多真梨子）、叶ゆりあ（三上枝織）、坂田凛々子（松井桃子）、海鴎琴寝（井口裕香）、春野十萌（江里夏）、女性店員（多谷結衣）
ドラマCD「感じてマイ☆ハート」
2013年3月23日にTOKYO FM HALLで催された「スタプラ!webラジオ星華学院放送部」番組公開録音で参加者全員に配布された。
出演 - 山本彩乃、松井桃子、高橋未奈美、大久保瑠美、荒浪和沙、喜多丘千陽
脚本 - 本川耕平、音響監督 - 中尾幸彦
シャララ☆ランデヴー
2013年9月11日発売。※コミックマーケット84にて先行発売。
team.スピカの3人で歌う「シャララ☆ランデヴー」に加え、メンバーが1人で歌うソロバージョンとカラオケの合計5曲が収録。
WEBラジオ『星華学院放送部』の第26回配信分よりエンディングテーマとして採用されている。また、『アニメTV』の2013年8月度エンディングテーマとしても採用された。
ゲーム内で使用出来る「春野十萌」のカードが手に入るシリアルコードが付属。

## WEBラジオ
『星華学院放送部』は、2012年6月15日よりAnimte.TVで配信されているラジオ番組。隔週金曜日に配信。
動画付の番組だが、動画が見られるのは最新回を含めて3回目の配信まで。それ以前の過去配信分は音声のみとなる。
第5回目の配信から第17回目までゲーム内で使用可能なアイテムが入手できるシリアルコードを告知していた。
2014年1月24日配信の第42回をもって、1学期終了として番組がしばらく休止になると発表された。続く2学期の開始時期は未発表。
 パーソナリティ 
- 山本彩乃（真白エリス 役）

 ゲスト 
- 第1回・2回（2012年6月15日）・（6月29日） - 江里夏（春野十萌 役）
- 第3回・4回（2012年7月13日）・（7月27日） - 斉藤佑圭（柏木ノエミ 役）
- 第5回・6回（2012年8月10日）・（8月24日） - 本多真梨子（篠之森真夜 役）
- 第7回・8回（2012年9月7日）・（9月21日） - 松井桃子（坂田凛々子 役）
- 第9回・10回（2012年10月5日）・（10月19日） - 三上枝織（叶ゆりあ 役）
- 第11回・12回（2012年11月2日）・（11月16日） - 斉藤佑圭
- 第13回（2012年11月30日） - 斉藤佑圭&松井桃子
- 第14回・15回（2012年12月14日）・（12月28日） - 荒浪和沙（ファルセット 役）
- 第16回・17回（2013年1月11日）・（2月1日） - 高橋未奈美（卯月花音 役）
- 第18回・19回（2013年2月8日）・（2月22日） - 大久保瑠美（織部あやね 役）
- 第20回・21回（2013年3月8日）・（3月22日） - 本多真梨子
- 第22回・23回（2013年4月5日）・（4月19日） - 松井桃子
- 第24回（2013年5月3日） - 2013年3月23日に行われた公開録音の模様を配信。
  - 公開録音出演者：山本彩乃、斉藤佑圭、江里夏、本多真梨子、三上枝織、松井桃子、高橋未奈美、大久保瑠美、荒浪和沙。司会：森山義秀。
- 第25回（2013年5月17日） - 江里夏
- 第26回（2013年5月31日） - 高橋未奈美
- 第27回（2013年6月14日） - 荒浪和沙
- 第28回（2013年6月28日） - 高橋未奈美
- 第29回（2013年7月12日） - 斉藤佑圭、江里夏、松井桃子、荒浪和沙
- 第30回（2013年8月9日） - 高橋未奈美
- 第31回・32回（2013年8月23日）・（9月6日） - 本多真梨子
- 第33回・34回（2013年9月20日）・（10月4日） - 三上枝織
- 第35回（2013年10月18日） - 松井桃子
- 第36回（2013年11月1日） - 井口裕香（海鴎琴寝 役）
- 第37回（2013年11月15日） - 江里夏
- 第38回・39回（2013年11月29日）・（12月13日） - 荒浪和沙
- 第40回（2013年12月27日） - 2013年11月24日に行われた公開録音の模様を配信。
  - 公開録音出演者：山本彩乃、斉藤佑圭、江里夏、本多真梨子、三上枝織、松井桃子、高橋未奈美、大久保瑠美、荒浪和沙。司会：森山義秀。
- 第41回（2014年1月10日） - 高橋未奈美
- 第42回（2014年1月24日） - 本多真梨子、高橋未奈美

### DJ-DVD
ケータイ位置ゲーム スタプラ! DJ-DVD 星華学院放送部 Lesson 1
2013年1月30日発売。
出演：山本彩乃、本多真梨子、高橋未奈美。
出演者3人がロケ地を巡る全編撮り下ろし映像となっている。収録時間74分。
ケータイ位置ゲーム スタプラ! DJ-DVD 星華学院放送部 Lesson 2
2013年9月11日発売。※コミックマーケット84にて先行発売。
WEBラジオ映像出演：山本彩乃、江里夏、斉藤佑圭、本多真梨子、松井桃子、三上枝織。
特典映像出演：山本彩乃、江里夏、斉藤佑圭、本多真梨子、松井桃子、荒浪和沙。
WEBラジオ第2〜10回までの番組内コーナー「スタープラスワンチャレンジ」過去ダイジェスト映像（57分）＋特典映像「撮り下ろしロケin軽井沢!」（60分）を収録。
ゲーム内で使用出来る「真白エリス」のカードが手に入るシリアルコードが付属。

## コミック
『メガミマガジン』にて2013年1月号より連載開始。2014年6月号まで連載された。原作は長谷見沙貴、作画は宵野コタローが担当。
コミック版のタイトルは『スタプラ! NG♪』（star plus one + next generation）。

### 単行本
| 巻数 | 発売日        | ISBN                |
| ---- | ------------- | ------------------- |
| 1    | 2013年7月12日 | ISBN 978-4056071139 |
| 2    | 2014年1月28日 | ISBN 978-4056071184 |
| 3    | 2014年6月30日 | ISBN 978-4056071191 |